# Conrad Arnold Elvehjem
Conrad Arnold Elvehjem (McFarland, 27 maggio 1901 – Madison, 27 luglio 1962) è stato un biochimico statunitense, noto per aver scoperto la niacina, la cui carenza è causa della pellagra.

## Biografia
Conrad Elvehjem nacque a McFarland, una piccola località del Wisconsin, nei pressi di Madison, da genitori emigrati dalla Norvegia. Si laureò in chimica all'Università del Wisconsin-Madison nel 1923 ottenendo un dottorato in chimica agraria nel 1927. Lo stesso anno si recò all'Università di Cambridge (in Inghilterra) per un perfezionamento. Nel 1928 ritornò a Madison, all'università del Wisconsin, dove lavorò per tutta la vita: nel 1936 fu professore ordinario, nel 1944 direttore del reparto di Biochimica e nel 1958 rettore dell'università.

## Opera
L'attività scientifica di Elvehjem si svolse soprattutto nel campo della nutrizione interessandosi in particolare di vitamine. La sua fama è legata alla terapia della pellagra, una patologia che ancora nei primi decenni del XX secolo costituiva una vera piaga sociale in molte aree rurali, anche dell'Italia. Elvehjem e collaboratori riuscirono a dimostrare che l'acido nicotinico aveva la proprietà di guarire una malattia dei cani nota per la sua sintomatologia come "black tongue" (Lingua nera villosa) e considerata da molto tempo equivalente alla pellagra umana. Subito dopo la pubblicazione dell'articolo vennero riferiti i primi successi nel trattamento della pellagra umana attraverso la somministrazione dell'amide dell'acido nicotinico (niacina o vitamina PP)